# Gymnich
Gymnich är med Mellerhöfe en stadsdel i Erftstadt i Nordrhein-Westfalen, Tyskland, med 4 302 invånare (2007). På platsen finns ett medeltida slott, Schloss Gymnich, där Europeiska gemenskapernas utrikesministrar höll det första informella sammanträdet i rådet för allmänna frågor och yttre förbindelser 1974. Gymnich-möte är sedan dess synonymt med Europeiska unionens informella sammanträden för utrikesministrar som äger rum en gång i halvåret.